# پل خلیج سان‌فرانسیسکو-اوکلند

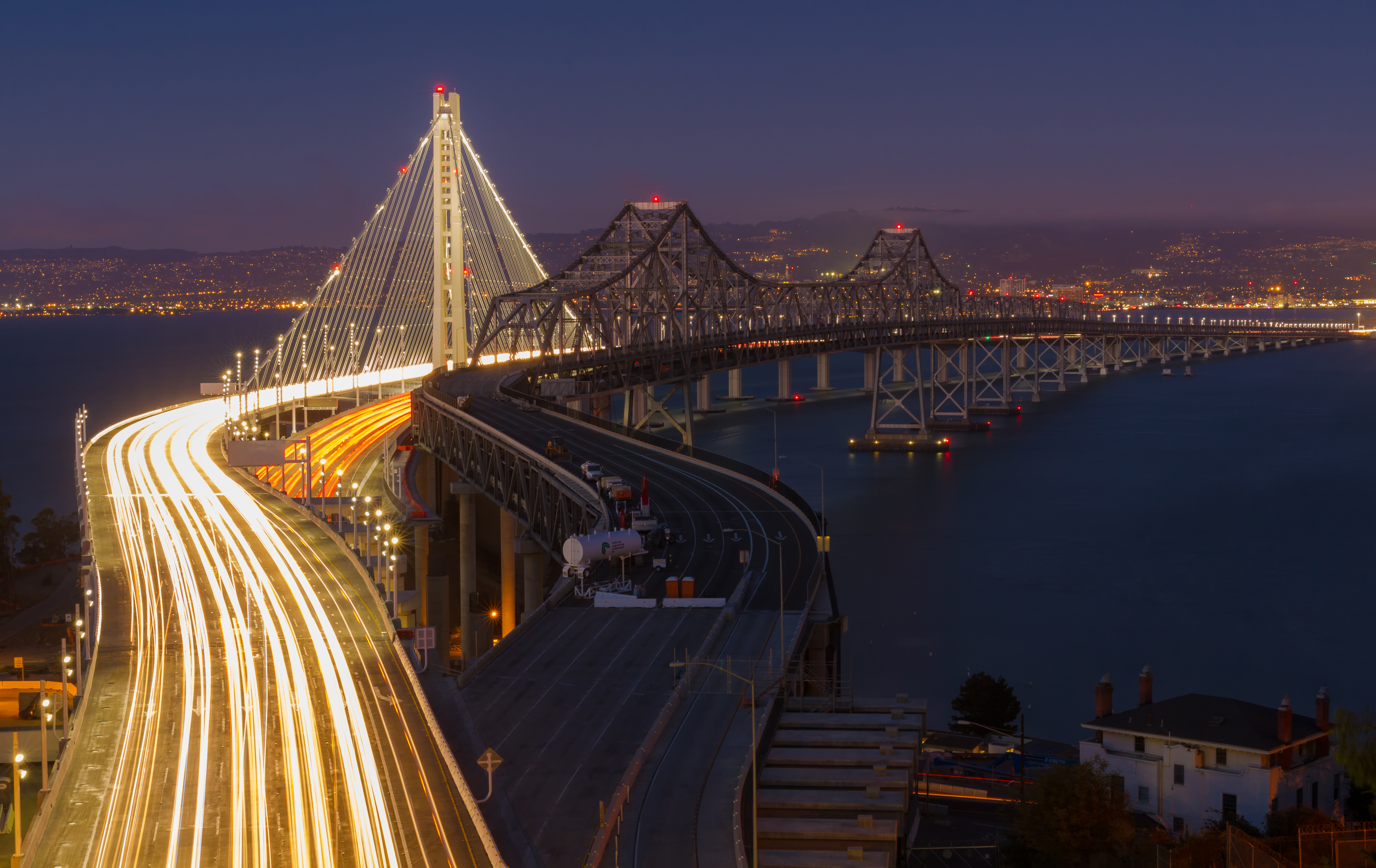

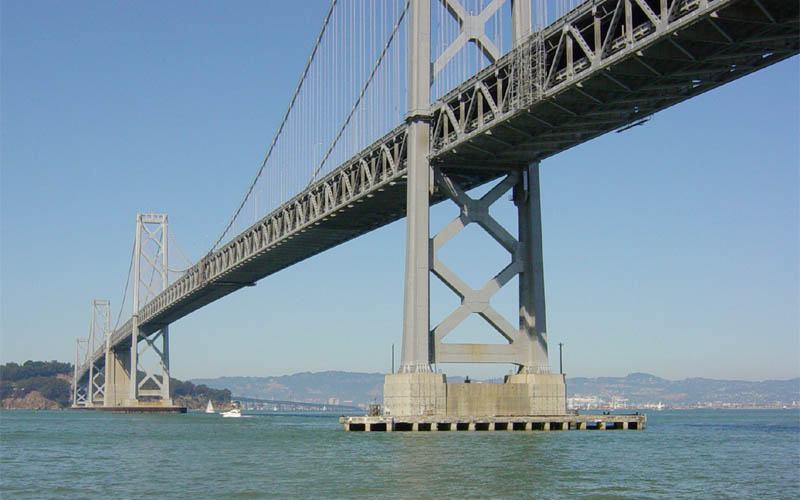
تصویر دو عرشه پل و برج‌های نگه‌دارنده

پل خلیج سانفرانسیسکو-اوکلند (به انگلیسی: San Francisco – Oakland Bay Bridge) که به‌طور محلی با نام پل خلیج (Bay Bridge) شناخته شده است، یک پل معلق دو عرشه‌ای در سانفرانسیسکوی آمریکاست که اوکلند و مرکز سانفرانسیسکو را به هم متصل می‌کند.
بی بریج در ۱۲ نوامبر ۱۹۳۶ گشایش یافت، و یکی از بزرگترین دهانه‌های دنیا را دارد. این پل دو دهانه شرقی و غربی دارد و طول کلی آن ۷،۱۸ کیلومتر است. عرض این پل با داشتن ۵ مسیر حرکت ۱۷،۵ متر می‌باشد.
این پل روزانه ۲۷۰ هزار وسیله نقلیه را روی دو عرشه خود جابجا می‌کند. اتومبیل‌ها در عرشه بالایی از شرق به غرب و در عرشه زیرین از غرب به شرق حرکت می‌کنند.

## نگارخانه

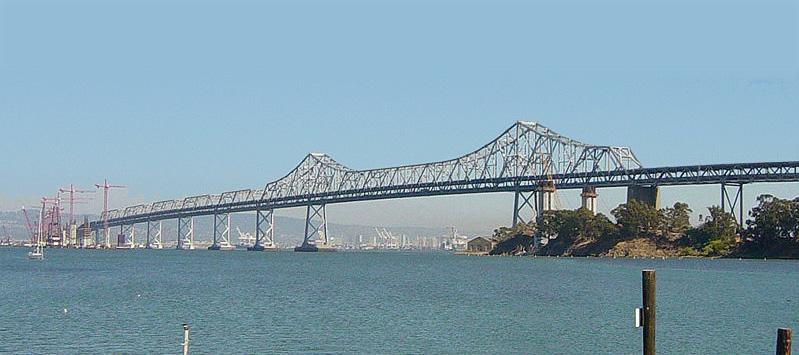
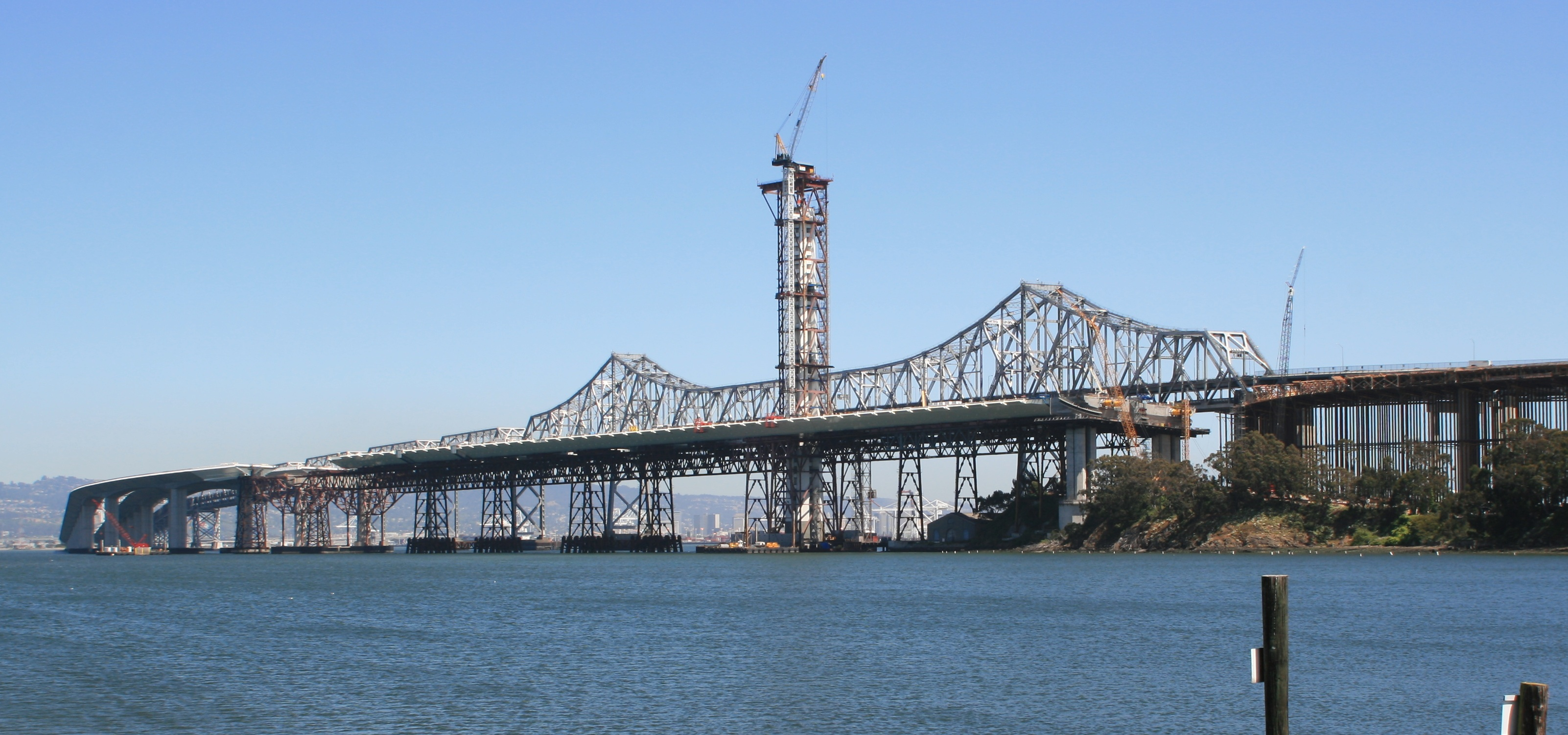
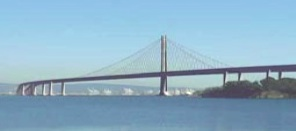